# Michal I. Rumunský
Michal I. Rumunský (rumunsky: Mihai I, 25. října 1921, Sinaia – 5. prosince 2017, Aubonne) byl mezi lety 1927–1930 a poté opět během let 1940–1947 čtvrtý a poslední rumunský král z dynastie Hohenzollernů. Po komunistickém převratu v Rumunsku byl Michal I. 30. prosince 1947 donucen abdikovat a následně emigroval do Švýcarska.
Byl nositelem nejvyššího sovětského vyznamenání – Řádu vítězství. V době jeho udělení byl nejmladším nositelem řádu; získal jej jako vrchní velitel rumunské armády za přechod z německé na sovětskou stranu a v letech před svou smrtí byl jeho posledním žijícím nositelem.

## Život a vláda

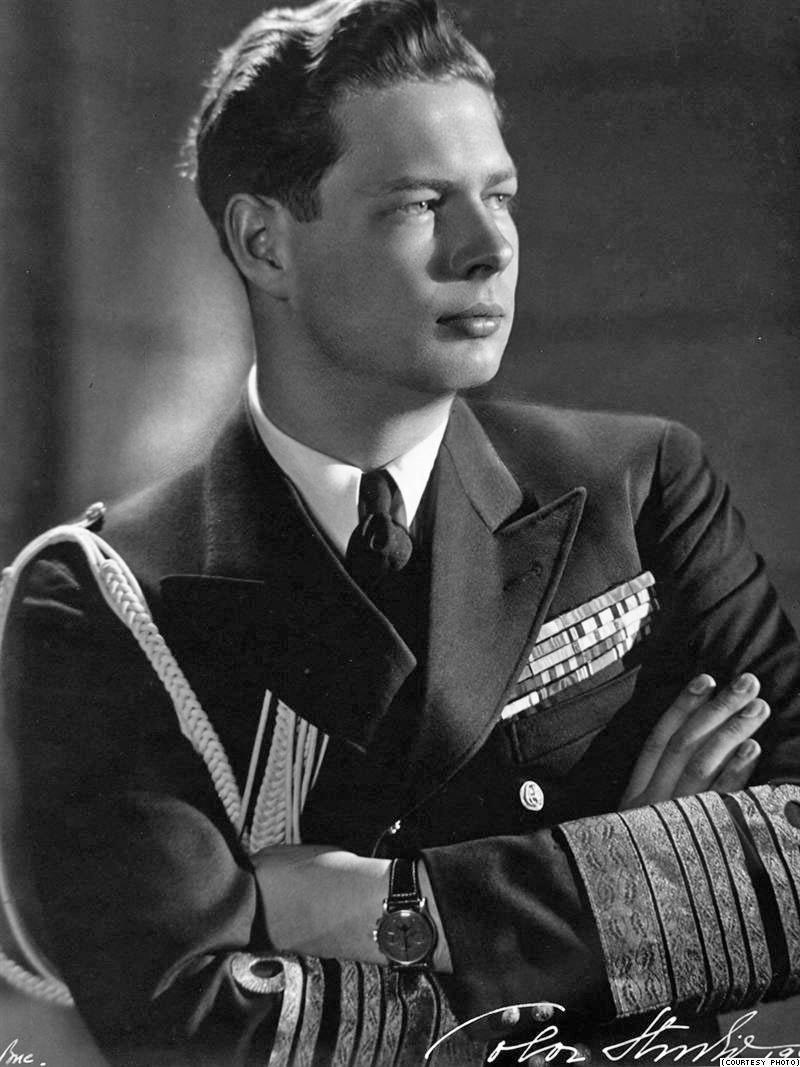
Mladý král Michal.

Princ Michal Rumunský (nebo také princ Michal Hohenzollernský, Michal Hohenzollern-Sigmaringen) se narodil 25. října 1921 na zámku Peleș v Sinaia v Rumunsku korunnímu princi Karlovi a jeho manželce Heleně Řecké a Dánské. Michal (či Michael) je prapravnuk britské královny Viktorie a bratranec královny Alžběty II. ve třetím koleni. Od roku 1925 byl Michal určen jako nástupce krále Ferdinanda I.
Když Michal coby šestiletý chlapec nastoupil na trůn (byť v zastoupení), dostal se na titulní stranu časopisu Time, a byl tak nejmladší žijící osobou, která se objevila na titulní straně tohoto časopisu.

### První vláda
Když 20. července 1927 zemřel král Ferdinand I., nastoupil po něm tehdy šestiletý princ Michal, jelikož jeho otec, budoucí král Karel II., se musel (tehdy ještě ženatý s Helenou Řeckou a Dánskou) dědičného práva zříci kvůli svému záletnictví a poměru s Elenou Lupescu. Za nezletilého krále Michala vládla regentská rada. Michal ovšem nebyl králem dlouho, jelikož se jeho otec samozvaně vrátil v roce 1930 z Francie a byl prohlášen králem. Během své vlády zavedl jeho otec král Karel II. královskou diktaturu.

### Druhá vláda

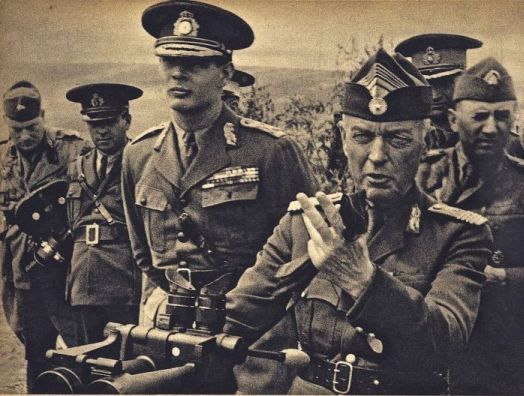
Antonescu a král Michal I. v roce 1941 sledují vojenské operace – Michal I. později vedl státní převrat, který v srpnu roku 1944 vedl k "přeběhnutí" Rumunska na stranu spojenců.

Král Karel II. ovšem zůstal králem pouze do 6. září 1940, kdy musel abdikovat ve prospěch tehdy devatenáctiletého Michala, a to v důsledku druhé vídeňské arbitráže, kvůli níž ztratilo Rumunsko území Severní Bukoviny, Besarábii, severní Sedmihradsko a Jižní Dobrudžu. V zemi měl ostatně v té době největší vliv maršál Ion Antonescu, který pokračoval ve své vládě nad Rumunskem. Král Michal od té doby svého otce již nikdy neviděl.
V roce 1944 se král Michal, který měl jen minimum pravomocí, rozhodl přiklonit na stranu spojenců a provedl převrat, při kterém nechal uvěznit Iona Antonescu a Rumunsko přešlo na stranu spojenců. Antonescův spojenec Adolf Hitler již před převratem králi nedůvěřoval a byl připraven ho nahradit jeho bratrancem arcivévodou Štěpánem Habsbursko-lotrinským, který žil od roku 1942 v Rumunsku.
Král Michal I. byl posledním monarchou za Železnou oponou, který přišel o trůn. Na konci války krále Michala I. americký prezident Harry S. Truman vyznamenal Řádem záslužné legie a současně byl dekorován sovětským Řádem vítězství z rukou Stalina za odvahu prokázanou během králova převratu.
Od roku 1945, kdy se vlády v Rumunsku za podpory Sovětského svazu pevně ujala Komunistická strana Rumunska, byla jeho úloha i pravomoci pouze formální. I přesto se král od převratu v roce 1944 těšil velké oblibě.

### Abdikace a exil
V listopadu 1947 se vydal do Londýna na svatbu budoucí královny Alžběty II. s princem Filipem, kde se seznámil s bourbonsko-parmskou princeznou Annou. Během pobytu v Londýně mu Winston Churchill nabídl možnost azylu, kterou však Michal odmítl. Komunisté v čele s premiérem Grozou doufali, že se král z Británie nevrátí. Ten se ale vrátil a oznámil, že se s princeznou Annou ožení, což by zvýšilo oblíbenost monarchie v Rumunsku a narušilo přípravy komunistů na změnu režimu. Proto byl 30. prosince 1947 komunistickými jednotkami obklíčen královský palác a král Michal přinucen komunisty v čele s premiérem Petru Grozou a Gheorghiu-Dejem k abdikaci s poznámkou, že jako loutka by Grozovi tolik nevadil, ale Moskva nebude tolerovat za železnou oponou ani formální monarchii. Král sice poukázal na vlastní popularitu v zemi, ale Gheorghe Gheorghiu-Dej odpověděl, že právě proto chtějí, aby sám odešel a nebyl příčinou nepokojů a překážkou pro nastolení socialismu. Také mu připomněli, že palác je obklíčen a telefon odstřižen, a že když abdikaci nepodepíše, bude popraveno tisíc uvězněných studentů. Král se tedy rozhodl podepsat předem připravený abdikační dokument:
| „ | My Michal První, král rumunský, zdravíme všechny současníky i generace budoucí! V posledních letech prodělal život rumunského státu hluboké politické, společenské a hospodářské změny, jež přetvořily vztahy mezi složkami vlády. Tyto vztahy nepředstavují současný stav státu, jak je dán ústavou. Instituce monarchie je velkou překážkou nastoupeného vývoje země. Usilovně jsem přemýšlel a s plným souhlasem zodpovědných úřadů na tomto místě abdikuji, jménem svým i svých potomků, na všechny nároky, které jsem si doposud činil jako král Rumunska na rumunský trůn. Opouštím rumunský lid, který si svobodně vybral novou formu státu. V Bukurešti dnes, 30. prosince 1947. | “ |

Po abdikaci byl 3. ledna 1948 donucen opustit Rumunsko a s sebou odvezl i královskou korunu. Již v březnu téhož roku odvolal svou abdikaci s tím, že byla vynucena násilím a je tak neplatná. Na oplátku byl rumunskými úřady zbaven rumunského občanství. Bývalý monarcha žil nějakou dobu v Londýně i se svou manželkou, Annou Bourbonsko-Parmskou, kterou si vzal 10. června 1948 v Athénách. Pár poté žil v italské Florencii, než se v roce 1950 přestěhoval do švýcarského města Lausanne. V exilu se Michal živil jako farmář, pilot a podnikatel.

### Návrat do země a rehabilitace

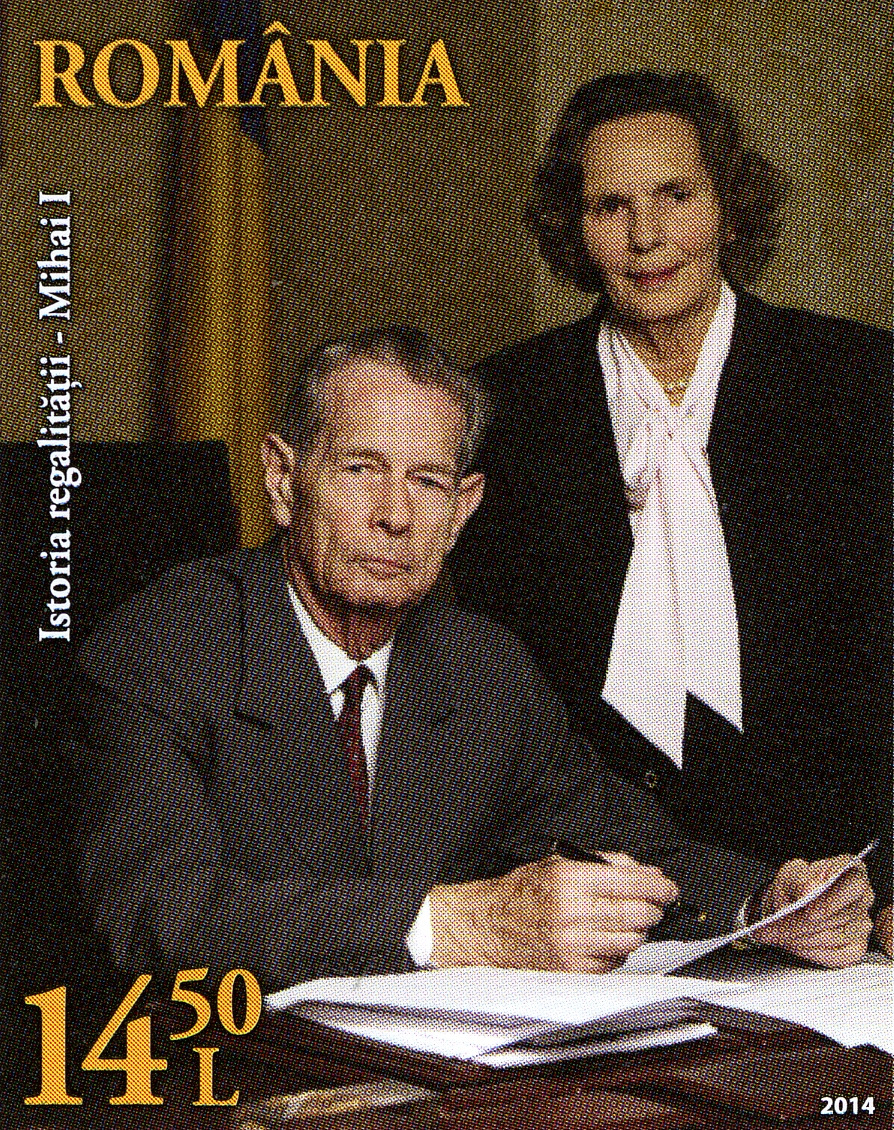
Král Michal a královna Anna na rumunské poštovní známce (2014).

Po pádu komunistického režimu diktátora Ceaușescua přiletěl Michal na dánský diplomatický pas 25. prosince 1990 na rumunské letiště Otopeni, odkud hodlal pokračovat do královské hrobky v Curtea de Argeș. Po cestě z letiště byl ale zadržen policií a dopraven zpět na letiště a nucen opustit zemi. Podruhé mohl bývalý král navštívit zemi v roce 1992, kdy mu rumunská vláda povolila návštěvu země během velikonočních slavností. Nicméně mu neumožnila pronést řeč z bývalého královského paláce k milionovému davu, který se v Bukurešti shromáždil a tak svoji řeč pronesl z hotelového balkónu. Vysoká popularita bývalého krále natolik vystrašila vládu prezidenta Iona Iliescu, že dvakrát neumožnila králi návrat do země v letech 1994 a 1995. Poté, co se v roce 1996 stal prezidentem Emil Constantinescu, bylo Michalovi vráceno rumunské občanství.
Od té doby žil střídavě v Aubonne ve Švýcarsku a v Rumunsku na zámku Săvârșin nebo přímo v Bukurešti v Alžbětině paláci, který královské rodině k doživotnímu užívání vrátil rumunský parlament. Kromě toho užívá v Rumunsku královská rodina i soukromé rezidence na zámcích Peleș a Pelișor.
V roce 2006 se bývalý král umístil na 25. místě v soutěži 100 největších Rumunů. U příležitosti svých devadesátých narozenin v říjnu 2011 vystoupil před rumunským parlamentem.
Při své návštěvě Kroměříže u příležitosti uctění památky rumunských vojáků, kteří padli při osvobozování města na konci druhé světové války byl v říjnu 2011 oceněn udělením čestného občanstvím města Kroměříž.
I přes více než 40 let komunistického režimu se král Michal těšil v Rumunsku značné oblibě.[zdroj⁠?!] V průzkumu z roku 2012 se stal osobností s největší důvěrou, daleko před místními politiky a u příležitosti jeho 91. narozenin bylo v říjnu toho roku na jeho počest přejmenováno náměstí v Bukurešti. V dalším průzkumu z roku 2013 45 % dotázaných Rumunů uvedlo, že mají o králi dobré či velmi dobré mínění, zatímco opak uvedlo pouze 6,5 % dotázaných. Téměř stejné oblibě se těší královská rodina jako celek.

## Závěr života a skon
V březnu 2016 oznámila královská rada, že se král Michal stahuje ze zdravotních důvodů z veřejného života. Jeho povinnosti na sebe převzala nejstarší dcera Margareta.
Král Michal I. zemřel 5. prosince 2017 ve Švýcarsku ve věku 96 let.

## Vzpomínkový koncert
U příležitosti úmrtí krále Michala I., dne 5. prosince 2017, dirigoval dne 8. prosince 2017 v Sala Rádio
Rumunské rozhlasové společnosti v Bukurešti německý dirigent Matthias Manasi společne s Rumunským národním rozhlasovým orchestrem a Akademickým sborem Rumunského rozhlasu vzpomínkový koncert, který byl vysílaný živě po celém světě. Manasi provedl Requiem Gabriela Faurého se sólisty Veronicou Anușcou a Ștefanem Ignatem jakož i skladby Ludwiga van Beethovena, Ernesta Chaussona a Julese Masseneta s rumunským houslistou Alexandru Tomescu jako sólistou.

## Rodina

Rumunská královská standarta.

Manželkou krále Michala byla Anna Bourbonsko-Parmská, kterou si vzal 10. června 1948 v Athénách. Z manželství se narodilo pět dcer:
- Margareta (* 26. března 1949) ∞ 1996 Radu Duda (* 1960)
- Helena (* 15. listopadu 1950) ∞
  - 1983–1991 Dr. Leslie Robin Medforth-Mills (1942–2002)
  - 1998 Alexander Philips Nixon McAteer (* 1964)
- Irina (* 28. února 1953)
  - John Kreuger (* 1945, ∞ 1983–2003)
  - John Wesley Walker (* 1945, ∞ 2007)
- Sofie (* 29. října 1957) ∞ 1998–2002 Alain Biarneix
- Maria (* 13. července 1964) ∞ 1995–2003 Casimir Mystkowski

Michal I. byl vnuk řeckého krále Konstantina I., pravnuk německého císaře Fridricha III. a prapravnuk britské královny Viktorie, ruského cara Alexandra II., dánského krále Kristiána IX. a portugalské královny Marie II.

## Tituly a vyznamenání
- 25. října 1921 – 4. ledna 1926: Jeho královská Výsost princ Michal Rumunský, princ hohenzollernsko-sigmaringenský
- 4. ledna 1926 – 20. července 1927: Jeho královská Výsost Michal korunní princ rumunský, princ hohenzollernsko-sigmaringenský
- 20. července 1927 – 8. června 1930: Jeho Veličenstvo král Michal I. Rumunský
- 8. června 1930 – 6. září 1940: Jeho královská Výsost Michal, velkovévoda z Alba Iulia, korunní princ rumunský
- 6. září 1940 – 10. května 2011: Jeho Veličenstvo král Michal I. Rumunský, princ hohenzollernsko-sigmaringenský
- 10. května 2011 – 5. prosince 2017: Jeho Veličenstvo král Michal I. Rumunský

## Vývod z předků
|           |                                 |  |                     |                                 |  |  |  |  |  |  |  | Karel Antonín Hohenzollernský |
|           |                                 |  |                     |                                 |  |  |  |  |  |  |  |                               |
|           | Leopold Hohenzollernský         |  |                     |                                 |  |  |  |  |  |  |  |                               |
|           |                                 |  |                     |                                 |  |  |  |  |  |  |  |                               |
|           |                                 |  |                     | Josefína Bádenská               |  |  |  |  |  |  |  |                               |
|           |                                 |  |                     |                                 |  |  |  |  |  |  |  |                               |
|           | Ferdinand I.                    |  |                     |                                 |  |  |  |  |  |  |  |                               |
|           |                                 |  |                     |                                 |  |  |  |  |  |  |  |                               |
|           |                                 |  |                     | Ferdinand II. Portugalský       |  |  |  |  |  |  |  |                               |
|           |                                 |  |                     |                                 |  |  |  |  |  |  |  |                               |
|           | Antonie Portugalská             |  |                     |                                 |  |  |  |  |  |  |  |                               |
|           |                                 |  |                     |                                 |  |  |  |  |  |  |  |                               |
|           |                                 |  |                     | Marie II. Portugalská           |  |  |  |  |  |  |  |                               |
|           |                                 |  |                     |                                 |  |  |  |  |  |  |  |                               |
|           | Karel II.                       |  |                     |                                 |  |  |  |  |  |  |  |                               |
|           |                                 |  |                     |                                 |  |  |  |  |  |  |  |                               |
|           |                                 |  |                     | Albert Sasko-Kobursko-Gothajský |  |  |  |  |  |  |  |                               |
|           |                                 |  |                     |                                 |  |  |  |  |  |  |  |                               |
|           | Alfréd Sasko-Kobursko-Gothajský |  |                     |                                 |  |  |  |  |  |  |  |                               |
|           |                                 |  |                     |                                 |  |  |  |  |  |  |  |                               |
|           |                                 |  |                     | královna Viktorie               |  |  |  |  |  |  |  |                               |
|           |                                 |  |                     |                                 |  |  |  |  |  |  |  |                               |
|           | Marie Edinburská                |  |                     |                                 |  |  |  |  |  |  |  |                               |
|           |                                 |  |                     |                                 |  |  |  |  |  |  |  |                               |
|           |                                 |  |                     | Alexandr II. Nikolajevič        |  |  |  |  |  |  |  |                               |
|           |                                 |  |                     |                                 |  |  |  |  |  |  |  |                               |
|           | Marie Alexandrovna Romanovová   |  |                     |                                 |  |  |  |  |  |  |  |                               |
|           |                                 |  |                     |                                 |  |  |  |  |  |  |  |                               |
|           |                                 |  |                     | Marie Alexandrovna              |  |  |  |  |  |  |  |                               |
|           |                                 |  |                     |                                 |  |  |  |  |  |  |  |                               |
| Michal I. |                                 |  |                     |                                 |  |  |  |  |  |  |  |                               |
|           |                                 |  |                     |                                 |  |  |  |  |  |  |  |                               |
|           |                                 |  | Kristián IX. Dánský |                                 |  |  |  |  |  |  |  |                               |
|           |                                 |  |                     |                                 |  |  |  |  |  |  |  |                               |
|           | Jiří I. Řecký                   |  |                     |                                 |  |  |  |  |  |  |  |                               |
|           |                                 |  |                     |                                 |  |  |  |  |  |  |  |                               |
|           |                                 |  |                     | Luisa Hesensko-Kasselská        |  |  |  |  |  |  |  |                               |
|           |                                 |  |                     |                                 |  |  |  |  |  |  |  |                               |
|           | Konstantin I. Řecký             |  |                     |                                 |  |  |  |  |  |  |  |                               |
|           |                                 |  |                     |                                 |  |  |  |  |  |  |  |                               |
|           |                                 |  |                     | Konstantin Nikolajevič Ruský    |  |  |  |  |  |  |  |                               |
|           |                                 |  |                     |                                 |  |  |  |  |  |  |  |                               |
|           | Olga Konstantinovna Romanovová  |  |                     |                                 |  |  |  |  |  |  |  |                               |
|           |                                 |  |                     |                                 |  |  |  |  |  |  |  |                               |
|           |                                 |  |                     | Alexandra Sasko-Altenburská     |  |  |  |  |  |  |  |                               |
|           |                                 |  |                     |                                 |  |  |  |  |  |  |  |                               |
|           | Helena Řecká a Dánská           |  |                     |                                 |  |  |  |  |  |  |  |                               |
|           |                                 |  |                     |                                 |  |  |  |  |  |  |  |                               |
|           |                                 |  |                     | Vilém I. Pruský                 |  |  |  |  |  |  |  |                               |
|           |                                 |  |                     |                                 |  |  |  |  |  |  |  |                               |
|           | Fridrich III. Pruský            |  |                     |                                 |  |  |  |  |  |  |  |                               |
|           |                                 |  |                     |                                 |  |  |  |  |  |  |  |                               |
|           |                                 |  |                     | Augusta Sasko-Výmarská          |  |  |  |  |  |  |  |                               |
|           |                                 |  |                     |                                 |  |  |  |  |  |  |  |                               |
|           | Sofie Pruská                    |  |                     |                                 |  |  |  |  |  |  |  |                               |
|           |                                 |  |                     |                                 |  |  |  |  |  |  |  |                               |
|           |                                 |  |                     | Albert Sasko-Kobursko-Gothajský |  |  |  |  |  |  |  |                               |
|           |                                 |  |                     |                                 |  |  |  |  |  |  |  |                               |
|           | Viktorie Sasko-Koburská         |  |                     |                                 |  |  |  |  |  |  |  |                               |
|           |                                 |  |                     |                                 |  |  |  |  |  |  |  |                               |
|           |                                 |  |                     | královna Viktorie               |  |  |  |  |  |  |  |                               |
|           |                                 |  |                     |                                 |  |  |  |  |  |  |  |                               |

Michal I. byl vnukem řeckého krále Konstantina I., pravnukem německého císaře Fridricha III. a prapravnukem portugalského krále Ferdinanda II., britské královny Viktorie, ruského cara Alexandra II. a dánského krále Kristiána IX.